# セリーナ 炎の女
『セリーナ 炎の女』（セリーナ ほのおのおんな、Serena）は2014年のチェコ・フランス・アメリカ合衆国のドラマ映画。
監督はスサンネ・ビア、出演はブラッドリー・クーパーとジェニファー・ローレンスなど。
原作はロン・ラッシュの2008年の小説『セリーナ』。
20世紀初頭の米国南東部の森林地帯を舞台に繰り広げられる夫婦の愛憎劇を描いたラブサスペンス。
2014年10月13日にロンドン映画祭で初上映された。
日本では「未体験ゾーンの映画たち2018」で上映された。

## ストーリー
1929年のノースカロライナ州。製材所を営むジョージと孤独な美女セリーナは運命的な出会いを経て結ばれ、夫婦となる。
ジョージの共同経営者として手腕を振るうセリーナはやがてジョージの子を身ごもるが、臨月が迫ったところで流産し、子供を産めない体になってしまう。
精神的に不安定になったセリーナはジョージがかつての恋人レーチェルに産ませた息子ジェイコブを金銭的に援助していることを知り、激しい嫉妬にかられる。
ジョージに雇われている猟師のギャロウェイはかねてよりセリーナに運命的なものを感じていたが、事故で手に大怪我を負った際にセリーナに助けられたことから、セリーナを守るためならなんでもする男になっていた。
そんなギャロウェイにセリーナは、ジョージとの生活を守るためにジェイコブを殺すように依頼する。
間一髪で難を逃れたレーチェルとジェイコブはマクダウエル保安官に匿われるが、ギャロウェイは執拗にジェイコブの命を狙う。
マクダウエル保安官から事情を知らされたジョージはセリーナに怒りをぶつけて置き捨てると、自らの不正行為について自首することを条件に、保安官からジェイコブらの居場所を聞き出す。
ギャロウェイはレーチェルらを見つけて殺そうとするが、そこにかけつけたジョージが格闘の末にギャロウェイを殺す。
レーチェルらを安全な場所に見送ったジョージは狩りに向かい、念願のクーガーを見つけて撃つ。
しかし、傷を負ったクーガーに反撃され、クーガーを刺し殺すことはできたが、自らも首を噛まれて死ぬ。
ジョージの死体を見つけたマクダウエル保安官はセリーナに身元の確認を依頼するが、ジョージの死にショックを受けたセリーナは返事すらしない。
保安官が諦めてその場を後にすると、セリーナはベッドに横たわり、焼身自殺する。

## キャスト
※括弧内は日本語吹替
- ジョージ・ペンバートン: ブラッドリー・クーパー（桐本拓哉） - 製材所の経営者。
- セリーナ・ペンバートン: ジェニファー・ローレンス（水樹奈々） - ジョージの妻。子供の頃に家族を火事で亡くす。
- ギャロウェイ: リス・エヴァンス - 前科者の猟師。ジョージの部下。
- キャンベル: ショーン・ハリス（水越健） - ジョージの部下。ジョージの不正を告発しようとする。
- マクダウエル保安官: トビー・ジョーンズ（渡邉隼人） - ジョージの不正に目をつけている。
- ジョー・ヴォーン: サム・リード - ジョージの部下。
- ブキャナン: デヴィッド・デンシック（辻井健吾） - ジョージの相棒。セリーナへの反感からジョージの不正を告発しようとする。
- チェイニー医師: コンリース・ヒル（佐藤友啓）
- エイブ・ハーマン: キム・ボドゥニア
- レーチェル・ハーマン: アナ・ウラル（英語版）（鳥越まあや） - ジョージの息子ジェイコブを産んだ女性。

## 作品の評価
Rotten Tomatoesによれば、110件の評論のうち、高く評価しているのは16%にあたる18件にとどまっており、平均で10点満点中4.28点を得ている。
Metacriticによれば、29件の評論のうち、高評価は4件、賛否混在は13件、低評価は12件、平均で100点満点中36点を得ている。